# Augustus (Name)
Augustus ist ein männlicher Vorname und Familienname.

## Herkunft und Bedeutung
Erster Namensträger des ehemaligen Titels war der Kaiser Augustus. Etymologisch leitet sich der Name vom lateinischen Wort augere her, das „vergrößern, vermehren“ bedeutet. Augustus ist also „der Erhabene“.

## Bekannte Namensträger

### Vorname
- Augustus Applegath (1788–1871), britischer Erfinder
- Augustus Bertelli (1890–1979), britischer Unternehmer, Fahrzeugdesigner, Rennmechaniker und Autorennfahrer italienischer Herkunft
- Augustus Corvus (16. Jahrhundert), deutscher Maler
- Augustus Earle (1793–1838), englischer Porträt- und Landschaftsmaler
- Augustus Wollaston Franks (1826–1897), englischer Altertumsforscher und Mäzen
- Augustus Gregory (1819–1905), australischer Entdecker
- Augustus Charles Hobart (1822–1886), britisch-türkischer Admiral
- Augustus Daniel Imms (1880–1949), britischer Entomologe
- Augustus John (1878–1961), britischer Maler des Spätimpressionismus
- Augustus Keppel, 1. Viscount Keppel (1725–1786), britischer Admiral und Politiker
- Augustus Edward Hough Love (1863–1940), englischer Mathematiker
- Augustus De Morgan (1806–1871), englischer Mathematiker
- Augustus Prew (* 1987), englischer Film- und Fernsehschauspieler
- Augustus Saint-Gaudens (1848–1907), US-amerikanischer Bildhauer des 19. Jahrhunderts
- Augustus Tolton (1854–1897), erster afroamerikanischer römisch-katholische Priester in den USA
- Augustus Desiré Waller (1856–1922), britischer Physiologe
- Augustus Volney Waller (1816–1870), britischer Neurophysiologe
- Augustus Young (Politiker) (1784–1857), US-amerikanischer Politiker
- Augustus Young (Schriftsteller) (* 1943), irischer Schriftsteller

### Familienname
- Emanuel Augustus (* 1975), US-amerikanischer Boxer
- Juarno Augustus (* 1997), südafrikanischer Rugbyspieler
- Olutoyin Augustus (* 1979), nigerianische Hürdensprinterin
- Seimone Augustus (* 1984), US-amerikanische Basketballspielerin